# エリトリア統一国民評議会
エリトリア統一国民評議会（エリトリアとういつこくみんひょうぎかい、英語: Eritrean Unified National Council〔EUNC〕）は、メンギスツ政権下の1985年1月に結成されたエリトリアを根拠地としたエチオピア・エリトリアの反政府組織。エリトリア統一民族評議会とも訳される。